# Janet Moreau
Janet Theresa Moreau-Stone, ameriška atletinja, * 26. oktober 1927, Pawtucket, Rhode Island, ZDA, † 30. junij 2021
Nastopila je na poletnih olimpijskih igrah leta 1952, kjer je osvojila naslov olimpijske prvakinje v štafeti 4x100 m s svetovnim rekordom 45,9 s, v teku na 100 m se je uvrstila v četrtfinale. Na panameriških igrah je leta 1951 osvojila zlato medaljo v štafeti 4x100.